# 長豇豆
長豇豆（學名：Vigna unguiculata subsp. sesquipedalis），又名尺八豇，通称豆角、長豆，是一種蔬菜，屬豆科豇豆屬，豇豆的亞種。可分成綠、白兩類，綠豆角較幼及較硬，而白豆角則較粗及較腍，於廣東常與牛肉一起炒，該菜式在香港有時被戲稱為「亂棒打死牛魔王」；而与猪肉同炒时则被戏称为「乱棒打死猪八戒」。此外綠豆角較硬，故可切粒與雞蛋混合後，倒在鍋裏煎。

## 營養成份
- 維生素：维生素A、维生素B1、维生素B2、维生素C
- 礦物質：铁質、镁質、锰質、磷質、钾質
- 蛋白质
- 叶酸

每100克豆角，含47個卡路里，0克脂肪，0毫克膽固醇，4毫克鈉 (0%每日攝取量)，8克碳水化合物 (2%每日攝取量)和3克蛋白質 (5%每日攝取量)。豆角的維他命A相等於17%每日攝取量，鐵質相等於2%每日攝取量，維他命C相等於31%每日攝取量，鈣質相等於5%每日攝取量。(每日攝取量數據是以2000年為標準，並需要按個人每日所攝取的熱量為準則。)